# Lourde
Lourde ist eine französische Gemeinde mit 113 Einwohnern (Stand 1. Januar 2022) im Département Haute-Garonne in der Region Okzitanien (zuvor Midi-Pyrénées). Die Einwohner werden als Lourdais bezeichnet.

## Geographie
Umgeben wird Lourde von den fünf Nachbargemeinden:
|               | Génos                                       |                        |
| Mont-de-Galié | Kompassrose, die auf Nachbargemeinden zeigt | Saint-Pé-d'Ardet       |
| Ore           |                                             | Antichan-de-Frontignes |

## Bevölkerungsentwicklung
| Jahr                      | 1962 | 1968 | 1975 | 1982 | 1990 | 1999 | 2007 | 2012 | 2016 | 2019 |
| ------------------------- | ---- | ---- | ---- | ---- | ---- | ---- | ---- | ---- | ---- | ---- |
| Einwohner                 | 97   | 87   | 85   | 74   | 62   | 88   | 100  | 92   | 91   | 92   |
| Quelle: Cassini und INSEE |      |      |      |      |      |      |      |      |      |      |

## Sehenswürdigkeiten
- Kirche St-Jacques-St-Christophe, erbaut im 14. Jahrhundert

## Weblinks

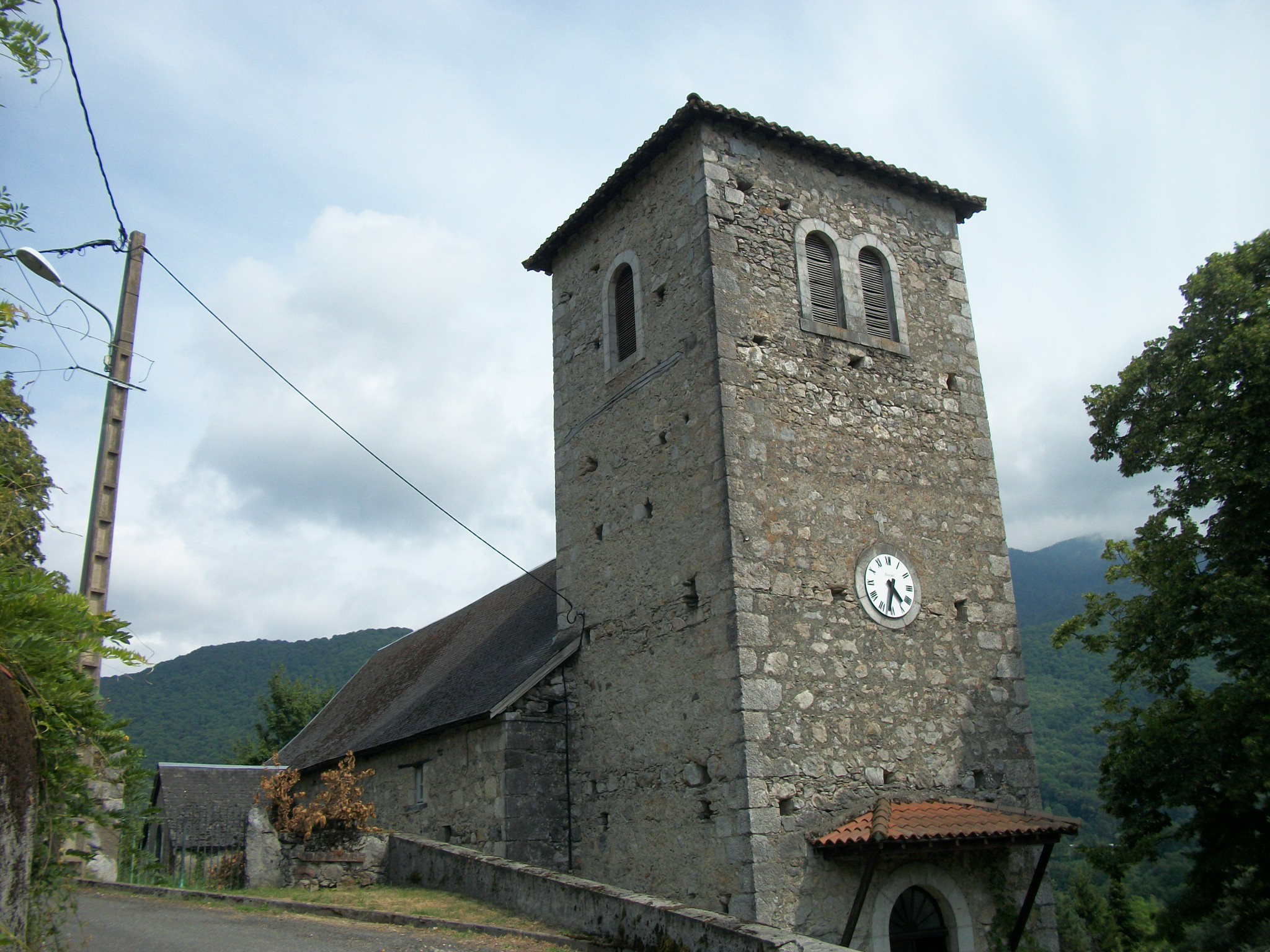
Kirche St-Jacques-St-Christophe